# Samuel Bastien
Samuel Christopher Bastien (* 26. September 1996 in Meux) ist ein belgisch-kongolesischer Fußballspieler.

## Karriere

### Verein
Bastien wurde unter anderem in der Jugend von Standard Lüttich und RSC Anderlecht ausgebildet, 2014 schaffte er den Sprung in den Profikader von RSC Anderlecht und gab dort sein Debüt am 3. Dezember 2014 im belgischen Pokal gegen KRC Mechelen, als er in der 79. Minute für Youri Tielemans eingewechselt wurde. Ende August 2015 wurde er an die US Avellino 1912 ausgeliehen und sammelte hier in der italienischen Serie B mit 31 Einsätzen erste bedeutende Erfahrungen im Profifußball. Seine beiden Tore erzielte er jeweils bei einem 3:3 gegen Brescia Calcio und bei einem 2:1-Sieg gegen die AC Cesena.
Am 26. August wechselte Bastien schließlich für den Betrag von 2,5 Millionen Euro zum italienischen Erstligisten Chievo Verona, wo er am 22. Dezember 2016 zu seinem ersten Einsatz gegen die AS Rom kam; das Spiel ging mit 3:1 verloren. Für eine Ablösesumme von 3 Millionen Euro sicherte sich Belgiens Pokalsieger Standard Lüttich im Juni 2018 die Dienste des Mittelfeldspielers. Insgesamt bestritt Bastien 106 Ligaspiele, 7 Pokalspiele, 18 Europapokal-Spiele und ein verlorenes Spiel um den belgischen Superpokal für Standard.
Anfang Juli 2022 wechselte er zum englischen Zweitligisten FC Burnley, der ab dieser Saison von Vincent Kompany trainiert wird, und unterschrieb dort einen Vertrag mit einer Laufzeit von drei Jahren. Hier kam er in seiner ersten Spielzeit zu 18 Ligaeinsätzen und erzielte dabei am 6. Spieltag auswärts gegen Wigan Athletic (5:1) seinen ersten Treffer. Zur Saison 2023/24 wurde Bastien dann an den türkischen Erstligisten Kasımpaşa Istanbul verliehen. Im Sommer 2024 folgte ein Wechsel zu Fortuna Sittard.

### Nationalmannschaft
Für die belgische U-19-Nationalmannschaft kam der Mittelfeldspieler im Oktober 2014 zweimal in der EM-Qualifikation zum Einsatz. Von 2016 bis 2019 absolvierte Bastien dreizehn Partien für die U-21 und erzielte dabei einen Treffer. Mit der Auswahl nahm Bastien an der U-21-Europameisterschaft 2019 in Italien und San Marino teil, schied dort aber schon nach drei Niederlagen in der Vorrunde aus.
Am 7. Oktober 2021 debütierte Jonathan Okita dann beim 2:0-Heimsieg in der WM-Qualifikation gegen Madagaskar für die Nationalmannschaft der Demokratischen Republik Kongo. Bei der Partie im Stade des Martyrs von Kinshasa stand er über die komplette Spielzeit auf dem Feld.